# Донец, Григорий Иванович
Григорий Иванович Донец (1927—2014) — советский передовик производства, бригадир комплексной бригады строительно-монтажного управления домостроительного Главкиевгорстроя. Лауреат Государственной премии УССР (1981), заслуженный строитель УССР (1969), Герой Социалистического Труда (1966).

## Биография
Родился 15 мая 1927 года в селе Чубенцы Сквирского района Киевской области в колхозной семье.
С 1934 по 1941 годы обучался в Чубенцкой сельской школе. С 1941 по 1943 годы в период оккупации гитлеровскими войсками Киевской области, находясь на оккупированной территории, работал учеником мельника в селе Чубенцы. С 1944 года был призван в ряды Красной армии, участник Великой Отечественной войны.
С 1951 года после демобилизации из рядов Советской армии начал работать в Киевском строительном управлении № 3 треста «Крещатикстрой». С 1958 года был назначен бригадиром строительно-монтажной бригады Киевского строительно-монтажного управления № 5, занимался строительством экспериментальных панельных бескаркасных домов. С 1960 года работал бригадиром комплексной строительно-монтажной бригады Киевского домостроительного комбината № 1, с 1964 года — в Киевском строительно-монтажном управлении № 3, занимался строительством секционных 9-этажных крупнопанельных домов в микрорайонах Березняки, Русановка и Лесной города Киева. Был участником ВДНХ СССР, за свои достижения награждался серебряной и бронзовой медалями ВДНХ.
3 июня 1966 года Указом Президиума Верховного Совета СССР «за выдающиеся успехи, достигнутые в жилищном и культурно-бытовом строительстве в городе Киеве» Григорий Иванович Донец был удостоен звания Героя Социалистического Труда с вручением Ордена Ленина и золотой медали «Серп и Молот».
В 1969 году удостоен почётного звания «Заслуженный строитель УССР», в 1981 году был удостоен Государственной премии УССР.
22 июля 1982 года Указом Президиума Верховного Совета СССР «за высокие трудовые достижения» Григорий Иванович Донец был награждён Орденом Октябрьской революции.
В 1982 вышел на заслуженный отдых. Жил в Киеве.
Умер 15 апреля 2014 года.

## Награды
- Медаль «Серп и Молот» (3.06.1966)
- Орден Ленина (3.06.1966)
- Орден Октябрьской революции (22.07.1982)
- Медаль «За трудовую доблесть» (29.07.1960 )
- Медаль «За победу над Германией в Великой Отечественной войне 1941—1945 гг.»
- Медали ВДНХ (1969 — бронзовая, 1972 — серебряная)

### Звания
- Заслуженный строитель УССР (1969)

### Премии
- Лауреат Государственной премии УССР (1981)

### Грамоты
- Почетной Грамотой Президиума Верховного Совета УССР (8.07.1964)